# Marina Carobbio Guscetti
Marina Carobbio Guscetti, née le 12 juin 1966 à Bellinzone, est une femme politique suisse, membre du Parti socialiste suisse.
Conseillère nationale de 2007 à 2019 et présidente dudit conseil en 2018-2019, elle est ensuite conseillère aux États jusqu'en avril 2023 puis membre du Conseil d'État du canton du Tessin, à la tête du département de l'éducation, de la culture et du sport.

## Biographie
Originaire de Campo (Blenio) et habitant à Lumino, Marina Carobbio est la fille de Werner Carobbio, conseiller national socialiste durant 24 ans. Médecin, elle est mariée et mère de deux enfants.  
Après des études de médecine à l'Université de Bâle, dont elle sort diplômée en 1991, elle se spécialise en médecine palliative,.

## Parcours politique
Députée au Grand Conseil tessinois d'avril 1991 à mars 2007, elle devient conseillère nationale le 4 juin 2007. Au sein de la chambre, elle siège dans la commission de la science, de l'éducation et de la culture durant la 47e législature puis dans celles des finances et de rédaction durant la 48e législature. Elle est par ailleurs vice-présidente du Parti socialiste suisse du 1er mars 2008 au 18 octobre 2020.
Le 26 octobre 2011, elle annonce sa candidature à la succession de la conseillère fédérale Micheline Calmy-Rey ; sa candidature n'est toutefois pas retenue dans le ticket choisi par le groupe parlementaire socialiste.
Le 26 novembre 2018, elle accède à la présidence du Conseil national.
Lors des élections fédérales de 2019, Marina Carobbio Guscetti crée la surprise en étant élue au Conseil des États (avec Marco Chiesa) : elle bat sur le fil Filippo Lombardi (36 469 voix contre 36 423), pourtant chef du groupe PDC aux Chambres fédérales, et devient ainsi la première femme et la première socialiste à représenter le canton du Tessin au Conseil des États,.
Élue au Conseil d'État du canton du Tessin le 2 avril 2023, elle quitte le Parlement suisse le 6 avril suivant.

### Engagements associatifs
Marina Carobbio Guscetti préside l'Association suisse des locataires (ASLOCA) depuis le 16 octobre 2010. Elle est vice-présidente de l’Initiative des Alpes depuis 2013.